# Sale River
Sale River är ett vattendrag i Australien. Det ligger i delstaten Western Australia, omkring 2 000 kilometer nordost om delstatshuvudstaden Perth.
Omgivningarna runt Sale River är huvudsakligen savann. Trakten runt Sale River är nära nog obefolkad, med mindre än två invånare per kvadratkilometer. Savannklimat råder i trakten. Genomsnittlig årsnederbörd är 1 695 millimeter. Den regnigaste månaden är februari, med i genomsnitt 414 mm nederbörd, och den torraste är augusti, med 2 mm nederbörd.